# Pascoal Mocumbi
Pascoal Mocumbi, né le 10 avril 1941 à Inhambane (Mozambique portugais) et mort le 25 mars 2023, est un médecin et homme politique mozambicain.
Diplômé de l'université de Lausanne, il est ministre de la Santé de 1980 à 1987, puis ministre des Affaires étrangères de 1987 à 1994. Il est Premier ministre du Mozambique de 1994 à 2004.

## Biographie
Pascoal Mocumbi est le fils de Manuel Mocumbi Malume et de Leta Alson Cuhle. Il a commencé ses études à la Missão de Mocumbi (mission Mocumbi), district d'Inharrime, dans la province d'Inhambane en Afrique de l'Est portugaise, où il a terminé ses études primaires en 1952. Il a fréquenté l'école secondaire du Liceu Salazar (lycée de Salazar) à Lourenço Marques (aujourd'hui Maputo) entre 1953 et 1960. À partir de la fin des années 1950, Mocumbi est membre du conseil d'administration du Núcleo de Estudantes Secundários Africanos de Moçambique (NESAM).
En 1961, il est membre fondateur de l’Université nationale des Nations unies et successivement secrétaire général et vice-président de cette organisation estudiantine. Parti à Lisbonne (Portugal continental), il s'inscrit à la faculté de médecine de l'université de Lisbonne en 1960 et 1961 ; par la suite, il quitte le Portugal pour des raisons politiques et s’inscrit à l’université de Poitiers en France, où il reste jusqu’en 1963.
En 1962, Mocumbi a participé à la création du FRELIMO (Frente de Libertação de Moçambique), en Tanzanie, et à l'élaboration de leurs statuts, de leur programme et de leurs résolutions. En 1963, pour la cause nationaliste, il interrompit ses études et se rendit en Tanzanie où il fut désigné membre du Comité central du FRELIMO et dirigea le département de l'information et de la propagande du FRELIMO. De 1965 à 1967, il était le représentant permanent du FRELIMO en Algérie.
Il entre en 1967 à la faculté de médecine de Lausanne en Suisse pour 6 ans. En 1973 il est médecin diplômé de l'université de Lausanne. Il poursuit sa formation par 2 ans de pratique dans les services de médecine, chirurgie, gynécologie-obstétrique et pédiatrie de St-Loup (Suisse), avant de rentrer en 1975 à Maputo (Mozambique). Il y pratique la gynécologie-obstétrique, puis est nommé médecin provincial à Beira avant de devenir ministre de la santé.
Il s'est marié en Tanzanie, a eu un fils en Algérie, une fille à Lausanne, et ses deux derniers enfants sont nés au Mozambique.